# 弟島
弟島（おとうとじま）は、小笠原諸島の父島列島の一部をなし、東京都小笠原村に存在する島。面積5.20km2。

## 島の特徴
明治時代から大正時代にかけて移住が進められ、最盛期には100人前後の住民が暮らしていたが、現在は無人島である。かつて住民が飼っていたヤギやブタが野生化して繁殖していたが、生態系保護や植生回復などのために駆除された。また固有トンボなどの昆虫希少種の保護を目的に環境庁と神奈川県立生命の星・地球博物館が2004年から共同で駆除を進めていたウシガエルも、2008年には根絶が確認された。
小笠原国立公園に含まれている。

## 地勢
- 面積 （5.2km2）
- 山
  - 測量ヶ岳
  - 天海山
  - 広根山
- 浜
  - 黒浜
  - 小浜
  - 鹿ノ浜
- 崎
  - 黒崎
  - 小浜崎
  - 東望崎
  - 広根崎
  - 乾崎
- 海岸
  - ネコ海岸
  - 東海岸
  - 西海岸